# アロージオ
アロージオ（伊: Arosio）は、イタリア共和国ロンバルディア州コモ県にある、人口約5,100人の基礎自治体（コムーネ）。

## 地理

### 位置・広がり
コモ県南東部、ブリアンツァ地方のコムーネ。県都コモから南東へ12km、モンツァから北北西へ16km、レッコから南西へ21km、州都ミラノから北へ28kmの距離にある。

#### 隣接コムーネ
隣接するコムーネは以下の通り。括弧内のMBはモンツァ・エ・ブリアンツァ県所属。
- インヴェリーゴ - 北東
- ジュッサーノ (MB) - 南
- カルーゴ - 南西

### 地震分類

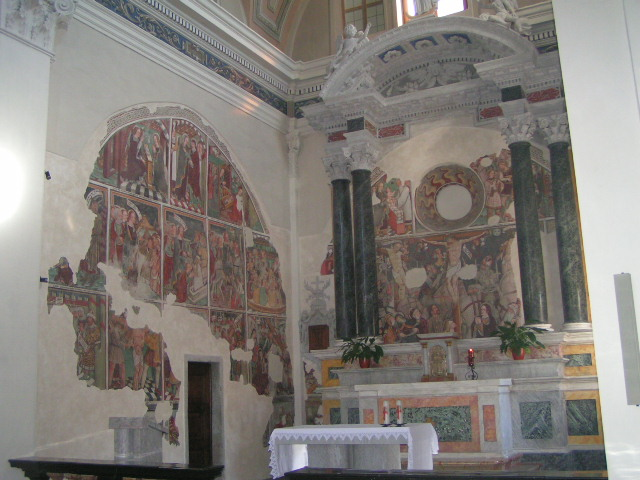

イタリアの地震リスク階級 (it) では、4 に分類される
。

## 町政
- 町長: アレッサンドラ・ポッゾーリ (Alessandra Pozzoli) - 2019-05-27より (2º mandato)

## 教育

### 幼稚園
- 私立
  - カザーティ・サン・ジョルジョ幼稚園

### 小学校
- インヴェリーゴ総合的な学校
  - ジャンニ・カザーティ小学校

### 中学校
- インヴェリーゴ総合的な学校
  - ドン・カルロ・バイ中学校

## 交通

### 鉄道
- ミラノ＝アッソ線（イタリア語版）
  - アロージオ駅（イタリア語版）

### 路線バス
- ASFアウトリネーバス (ASF Autolinee)
  - C45線 (コモ - インヴェリーゴ - カントゥ)

### 道路
- コモ県道SP32号
- コモ県道SP40号
- コモ県道SP41号